# Ganapath
Ganapath: A Hero is Born es una película de acción distópica posapocalíptica en hindi de 2023 escrita y dirigida por Vikas Bahl, quien también produjo la película en asociación con Jackky Bhagnani, Vashu Bhagnani y Deepshikha Deshmukh. Está protagonizada por Tiger Shroff en un doble papel como dobles, junto a Amitabh Bachchan y Kriti Sanon. La película se anunció en noviembre de 2020 y pasó por una etapa de preproducción larga y pesada. La fotografía principal comenzó en noviembre de 2021 y concluyó en febrero de 2023 con el rodaje en el Reino Unido, Ladakh y Mumbai. Se informa que Ganapath tiene un presupuesto de 200 millones de ₹. La película se estrenó en cines el 20 de octubre de 2023 y fue criticada, habiendo recuperado solo el seis por ciento de su presupuesto de producción, y fue considerada una bomba de taquilla.

## Trama
En un distópico año 2070, las secuelas de una guerra destructiva han dejado al mundo dividido por un imponente muro. De un lado reside la élite adinerada en una ciudad plateada liderada por el enigmático Dalini, mientras que del otro, la lucha empobrecida por las necesidades básicas.  
Guddu, un habitante de la ciudad plateada, sin saberlo, se convierte en un peón en los planes de Dalini, reclutando luchadores del lado pobre para batallas despiadadas en el ring. Su vida da un giro oscuro cuando lo acusan falsamente de una aventura, lo que lo lleva a un encuentro peligroso que lo deja enterrado vivo. Rescatado por su amigo Kaizad, Guddu recibe orientación para buscar a Shiva, una figura misteriosa con habilidades de lucha incomparables.
Mientras Guddu acepta su nueva identidad como Ganapath, descubre que Shiva es más que un mentor: es el legendario salvador Ganapath. Unidos por una causa común, Ganapath y sus aliados, incluido el formidable Jassi, se levantan contra el régimen opresivo de Dalini. Reúnen a los oprimidos e inspiran una rebelión que se extiende más allá de los muros de la ciudad plateada.
Las batallas culminantes se desarrollan en el mismo escenario donde una vez reinó la explotación. Ganapath se enfrenta a los defensores de Dalini, que simbolizan la lucha por la justicia y la igualdad. La ciudad plateada es testigo de un cambio sísmico a medida que crece la disensión, que culmina en un enfrentamiento final entre Ganapath y el propio Dalini. Con Dalini derrotado, los muros se derrumban, marcando el comienzo de una nueva era. Ganapath emerge como un faro de esperanza, liderando la tarea de reconstruir una sociedad que valore la compasión por encima de la crueldad. Su viaje de cómplice involuntario a salvador de los oprimidos se convierte en una leyenda, recordándonos que incluso en los tiempos más oscuros, la lucha por la justicia puede provocar una revolución.

## Elenco
- Tiger Shroff en un doble papel como
  - Ganapath "Guddu", el doble de Dalini
  - Dalini, el doble de Ganapath "Guddu"[1]
- Amitabh Bachchan como Maharishi Dalapathi, abuelo de Ganapath[2]
- Kriti Sanon como Jassi[3]
- Elli AvrRam como Dimple, la novia de John[4]
- Rahman como Shiva, el padre de Ganapath[5]
- Gauahar Khan como Meera, la madre de Ganapath
- Jameel Khan como Kaizad
- Girish Kulkarni como mayor
- Shruthy Menon como Shaina
- Ziad Bakri como John English, el novio de Dimple
- Jess Liaudin como Tabahi
- Brahim Chab como baño de sangre

## Producción

### Desarrollo
La película fue anunciada el 6 de noviembre de 2020 por Pooja Entertainment, y será dirigida por Aditya Kumar y protagonizada por Tiger Shroff. Originalmente se suponía que se estrenaría en partes y tenía un título provisional de Ganapath: Parte 1,  aunque este plan se abandonó y la película pasó a titularse Ganapath: Ha nacido un héroe.  Aunque todavía se adelanta una secuela al final de la película titulada Ganapath: Part 2: Rise of the Hero.
La película marca la colaboración de Sanon y Shroff después de nueve años desde su debut cinematográfico hindi en Heropanti (2014).

### Rodaje
La fotografía principal comenzó el 2 de noviembre de 2021 en Reino Unido. En mayo de 2022, el programa final se llevó a cabo en Ladakh y algunas escenas adicionales se filmaron en febrero de 2023. El rodaje de la película concluyó en agosto de 2023.

## Banda sonora
La música de la película está compuesta por Vishal Mishra, Amit Trivedi, White Noise Studios y Dr. Zeus. La partitura de fondo está compuesta por Salim-Sulaiman. El primer sencillo titulado "Jai Ganesha" se lanzó el 18 de septiembre de 2023 con motivo de Ganesh Chaturthi. El segundo sencillo titulado "Hum Aaye Hain" se lanzó el 5 de octubre de 2023. El 13 de octubre de 2023, Zee Music Company lanzó el álbum completo.
| Track listing |                 |                             |          |  |
| N.º           | Título          | Singer(s)                   | Duración |  |
| 3.            | «Time 2 Shine»  | Benny Dayal, Prakriti Kakar |          |  |
| 16.           | «Sara Zamana»   |                             |          |  |
| 18.           | «Hum Aaye Hain» |                             |          |  |

## Realización
Inicialmente se suponía que la película se estrenaría el 23 de diciembre de 2022 (Nochebuena), pero luego se pospuso. La película se estrenó en cines el 20 de octubre de 2023 durante Dussehra en hindi con versiones dobladas en tamil, telugu, malayalam y kannada. 

## Recepción

### Crítica
Ganapath fue criticado por los críticos tras su liberación. Saibal Chatterjee de NDTV calificó la película con 1,5/5 estrellas y escribió: "Ganapath es una pulpa dolorosamente tonta que se alimenta de una historia terriblemente débil. Lucha por apuntalarse con la ayuda de medios completamente vacíos y notoriamente trillados que son Nunca tuve la oportunidad de hacer el trabajo". Bhavna Agarwal de India Today calificó la película con 1,5/5 estrellas y escribió: "'Ganapath' no ofrece absolutamente ningún respiro. Si esperas que mejore en la segunda mitad, ya que a menudo se escucha a la Generación Z decir 'estás en delulu'."
Sonal Pandya de Times Now calificó la película con 1,5/5 estrellas y escribió "Tiger Shroff pasa de holgazán a líder en esta historia de origen sin sentido". Hiren Kotwani de Mid-Day calificó la película con 1,5/5 estrellas y escribió: "Lo que diferencia a Ganapath de las películas de héroes salvadores de antaño es que el director Bahl ha tratado de hacer que parezca una especie de Mad Max, aunque con poco impresionante". diseño y mal embalaje".
Shubhra Gupta de The Indian Express calificó la película con 1/5 de estrella y escribió: "Lo que sorprende es lo terrible que es esta película, prácticamente sin ninguna característica redentora en sus casi dos horas y media de duración". Swetha Ramakrishnan de OTT Play calificó la película con 1,5/5 estrellas y escribió: "Ganapath es una película hindi anticuada con una crisis de identidad.
Anuj Kumar de la reseña de The Hindu sugiere que Ganapath lucha por alcanzar su potencial, a pesar de las habilidades de acción y baile de Tiger Shroff, debido a una historia y ejecución débiles. La falta de lógica y la mediocridad de la película en varios aspectos contribuyen a sus deficiencias.